# Datheosaurus
Datheosaurus – rodzaj wymarłego synapsyda z rodziny Caseidae, żyjącego w późnym karbonie na obszarze obecnej Europy. Jedyny znany okaz odkryto w Polsce, w pobliżu Nowej Rudy.

## Materiał kopalny

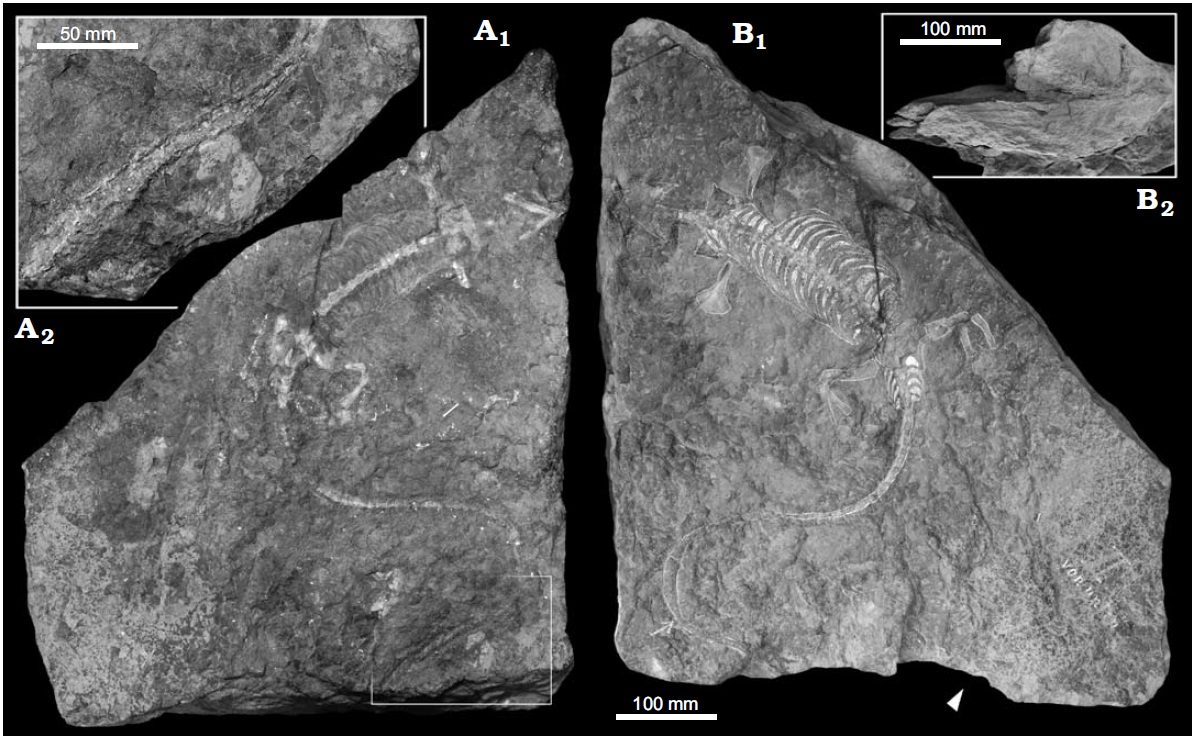
Holotyp Datheosaurus.

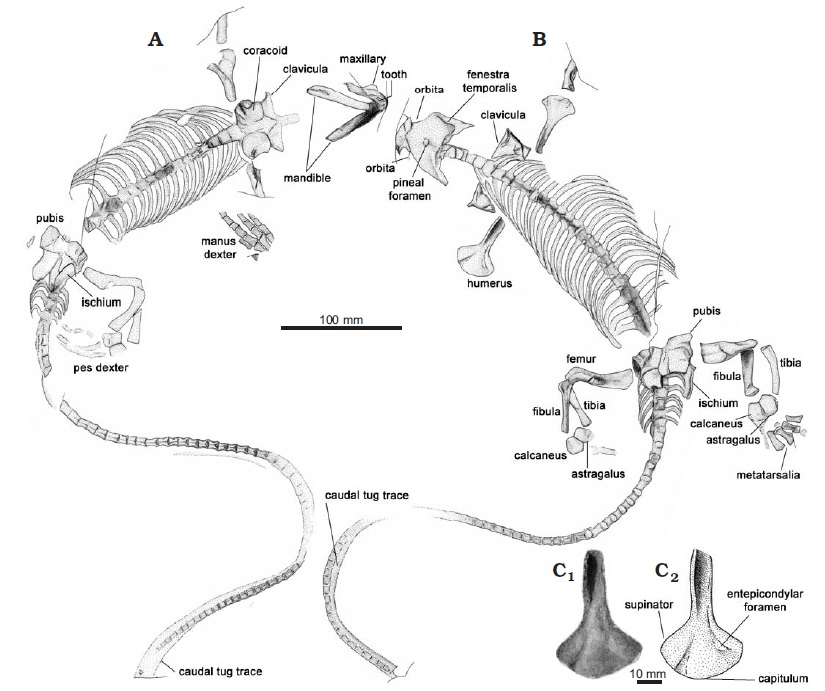
Rysunek holotyp Datheosaurus wraz z objaśnieniami.

Holotyp –  MB.R. 1015.1–2 – to słabo zachowany, ale prawie kompletny i połączony stawowo szkielet, zachowany na 2 płytach skalnych. Nie później niż w 1900 r. okaz trafił do Berlina, gdzie zaginął podczas II wojny światowej. Od tamtej pory znany był jedynie odlew, który znajdował się w ratuszu w Nowej Rudzie. Dopiero w 2008 r. w Muzeum Historii Naturalnej w Berlinie odnaleziono oryginalny okaz.
Holotyp odkryto w kamieniołomie położonym w pobliżu Nowej Rudy. Schroeder (1905) uznał, że tamtejsze skały należą do czerwonego spągowca. Huene (1956) wydatował je jako pochodzące z wczesnego permu. Obecnie uważa się, że okaz pochodzi z późnokarbońskich (gżel) skał należących do formacji Ludwikowice. 

## Budowa

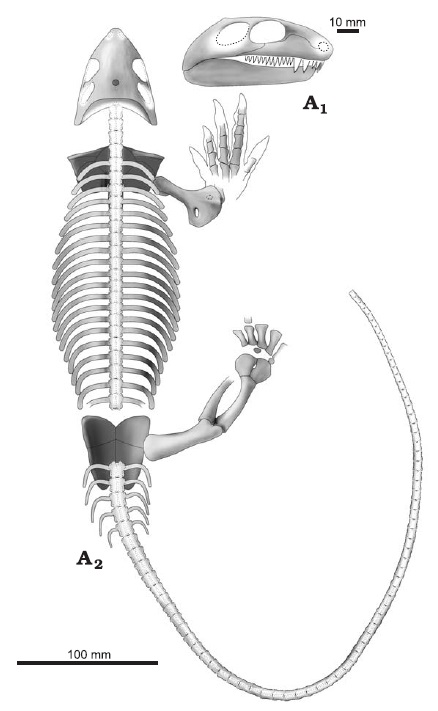
Rekonstrukcja szkieletu Datheosaurus.

Dzięki kompletności szkieletu, Datheosaurus pozwolił na lepsze poznanie ogólnych proporcji ciała bazalnych Caseasauria. Niestety kości są słabo zachowane, co utrudnia poznanie dokładnej anatomii tego synapsyda. 
Datheosaurus był stosunkowo niewielkim przedstawicielem Caseasauria – od czubka pyska do ostatniego zachowanego u holotypu kręgu mierzył ok. 90 cm. Wiek holotypu jest trudny do oszacowania. Romer i Price (1940) bazując na słabym skostnieniu nasad kości długich, obecności oddzielonej przedniej kości kruczej oraz przypuszczalnym braku skostnienia tylnej kości kruczej, uznali go za niewyrośniętego osobnika. Według Spindlera i in. (2016) był on jednak znacznie starszy, najpewniej prawie dorosły.
Kość szczękowa wystaje poza przednią krawędź żuchwy, skutkując wydatnym nagryzem pionowym. Kość szczękowa Datheosaurus była wyższa niż u Eothyris i Oedaleops, ale niższa i bardziej zaokrąglona niż u większości przedstawicieli Caseidae. Obecność dużego zagłębienia między grzbietowym, a przednim wyrostkiem kości szczękowej wskazuje na obecność dużych i zaokrąglonych nozdrzy. Oczodoły były skierowane grzbietowo-bocznie i znajdowały się połowie długości czaszki. Ich brzuszną krawędź wyznaczała w dużej mierze kość szczękowa, czym bardziej przypominał Eothyris, niż Oedaleops i Caseidae. Kości ciemieniowe były szerokie. Między nimi, w połowie ich długości, znajdowało się duże okno ciemieniowe. Staw szczękowy wydaje się być ustawiony daleko za (o ok. 20% całkowitej długości czaszki) tylną krawędzią sklepienia czaszki. Przy przednim końcu pyska znajduje się pojedynczy element o gładkiej powierzchni, mogący być jedynym zachowanym zębem w holotypie Datheosaurus. Element ten jest smukły, w kształcie pręta.
Ogon był długi i składał się przynajmniej z 75 kręgów. Przypominał pod tym względem przedstawiciela  Varanopsidae – Aerosaurus. Możliwe, że jest to cecha plezjomorficzna wczesnych synapsydów. Żebra przedkrzyżowe mają stałą grubości i są stosunkowo szerokie (w tym tylne, czym Datheosaurus i zaawansowane Caseidae różnią się od Eocasea oraz Sphenacodontidae). Obręcz barkowa miała anatomię typową dla pelikozaurów i była masywnie zbudowana. Dłoń była masywnie zbudowana. Nie zachowały się w niej wszystkie paliczki, lecz Spindler i in. (2016) wywnioskowali, że najpewniej obecna była niezredukowana liczba paliczków (formuła 2-3-4-5-3). Większość paliczków była umiarkowanie rozszerzona.

## Klasyfikacja
Fraas na bazie zdjęć uznał Datheosaurus za możliwego przedstawiciela Palaeohatteriae. Schroeder (1905) uznał, że zły stan zachowania czaszki utrudnia dokładne ustalenie pokrewieństwa. Stwierdził jednak, że bardziej przypominał Mesosaurus, Kadaliosaurus i Protorosaurus, niż Palaeohatteria. Według Willistona (1912) był to bliski krewny Kadaliosaurus, Araeoscelis i Paleohatteria. Huene zaliczył go do pelikozaurów. Romer i Price (1940) uznali holotyp Datheosaurus za przedstawiciela Sphenacodontia. Jednocześnie włączyli D. macrourus do rodzaju Haptodus, tworząc nową kombinację - Haptodus macrourus. Kolejni badacze często uznawali D. macrourus za młodszy synonim Haptodus baylei. 
Dopiero badanie Spindlera i in. (2016) wykazało, że Datheosaurus to ważny rodzaj, w dodatku nienależący do Sphenacodontia, a do Caseasauria. Taka pozycja filogenetyczna była wspierana przez kształt kości szczękowej, rozmiar i położenie okna ciemieniowego oraz obecność szerokich tylnych żeber. Spindler i in. (2016) nie zdecydowali się jednak na przeprowadzenie analizy filogenetycznej. 
Według analiz filogenetycznych Brocklehursta i in. (2016) Datheosaurus był przedstawicielem Caseidae bardziej zaawansowanym od Eocasea i Callibrachion, lub bardziej zaawansowanym od Eocasea, ale siostrzanym do Callibrachion. 

## Skamieniałości śladowe
Schroeder (1905) uznał strukturę w tylnej części ogona holotypu za ślad po ruchu ogona. Spindler i in. (2016) nie zgodzili się z tym, ponieważ zaobserwowali rzeczywiste kręgi w tym miejscu. Zwrócili jednak uwagę, że tekstura skały w pobliżu ogona jest inna, niż w pozostałych miejscach. Zasugerowali, że być może jest to ślad wykonany przez zwierzę niedługo przed śmiercią.

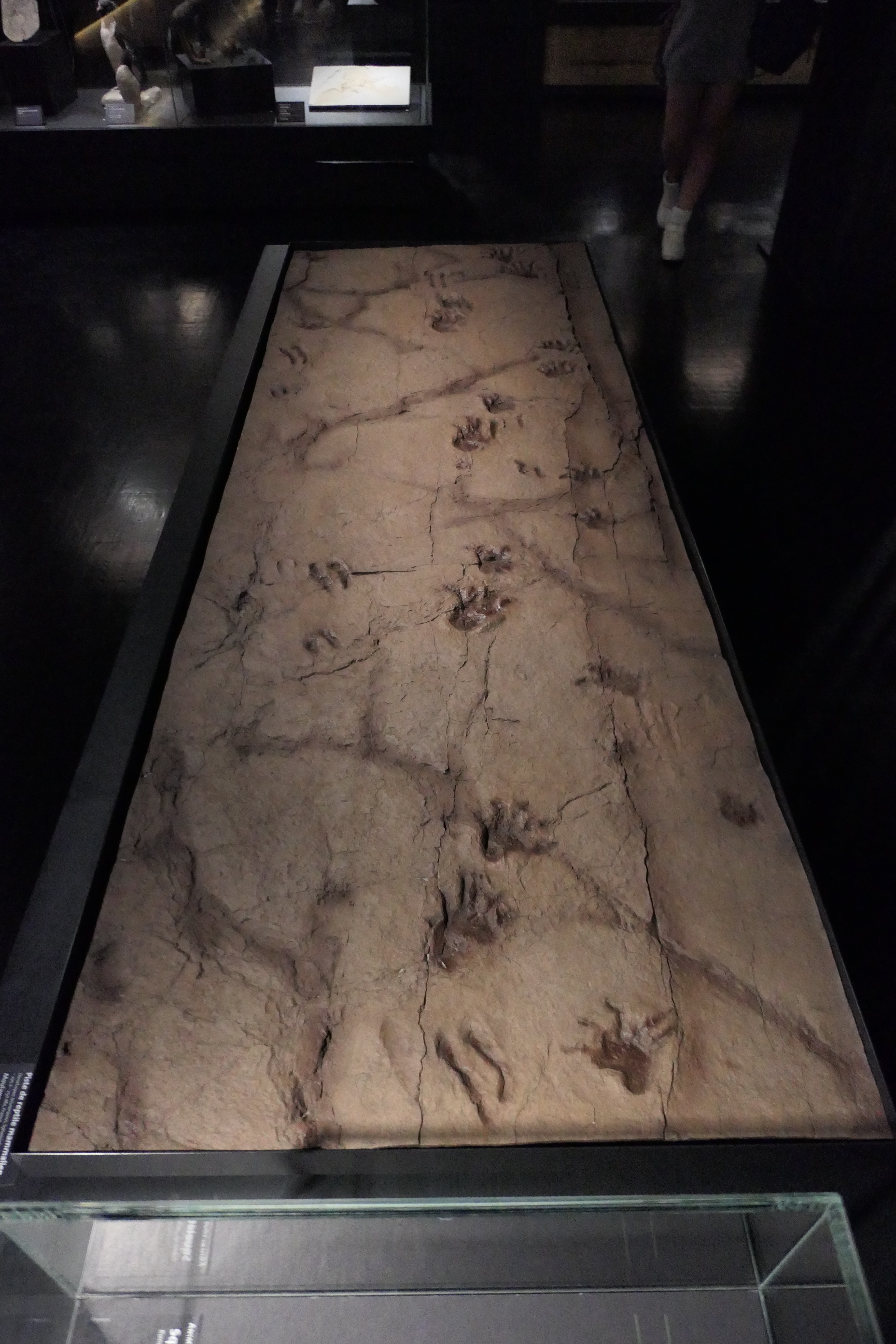
Tropy Dimetropus leisnerianus z Francji.

We wczesnopermskich skałach Dolnego Śląska zostały odkryte tropy kręgowców lądowych. Tropy Gampsodactylum albendorfense z Wambierzyc oraz Dimetropus leisnerianus z Tłumaczowa zostały przypisane pelikozaurom. Datheosaurus jest jedynym rodzajem wczesnego synapsyda znanym w tym rejonie, dlatego to on bywa uznawany za potencjalnego twórcę tych tropów.
Jeden z okazów z Tłumaczowa - MWG 009709 – przedstawia nie tylko ślady stóp, ale także odcisk fragmentu tułowia i ogona. Na odcisku widoczne są struktury uznawane przez Niedźwiedzkiego i Bojanowskiego (2012) za ślady łusek, z czym jednak nie zgadza się Spindler i in. (2016). Ślad stopy ma cechy charakterystyczne dla ichnogatunku D. leisnerianus.